# Hipoteca de máximo
La hipoteca de máximo, es una excepción al dogma de la accesoriedad de la hipoteca que en el Derecho español se reconoce y regula en el artículo 153 de la Ley Hipotecaria. Por su excepcionalidad, al igual que ocurre en otros países de nuestro entorno, por ejemplo, en el derecho alemán (cfr. art. 1184 BGB), esta modalidad se halla especificada y tipificada, a modo de autorización, en la ley. 

## Difiere de la hipoteca ordinaria o hipoteca de tráfico
La hipoteca de máximo o hipoteca de seguridad, nace destinada, en la mayoría de los casos, a garantizar créditos condicionales o futuros, cuyo montante se promete al acreedor hipotecario por el deudor y permanece indeterminado hasta el mismo momento de su ejecución, y derivan de relaciones obligacionales duraderas, de modo que hasta la llegada del procedimiento de realización no llega a concretarse el crédito garantizado (o sea, hasta ese momento final se comporta la hipoteca de máximo de modo semejante al de la llamada hipoteca de propietario, es decir, subsistiendo a lo largo de su existencia, en determinadas etapas, sin crédito concreto al que garantizar). Por tanto, el objeto de la obligación garantizada no es preciso que se haya entregado al deudor hipotecario desde el principio; en ello se diferencia de la llamada hipoteca de tráfico o hipoteca ordinaria, pues esta última sólo cabe cuando se constituye para garantizar obligaciones ciertas, entregadas y debitadas ab initio.

## Objeto
La hipoteca de máximo o de seguridad, en lo que respecta al objeto asegurado, puede garantizar un crédito simple o bien una cuenta corriente de crédito o, en su denominación mercantilista, apertura de crédito en cuenta corriente, siempre que, lo uno o lo otro quede perfectamente descrito y determinado en su límite máximo, tanto en el contenido de la responsabilidad por el principal como en cuanto a las responsabilidades accesorias, derivadas del mismo. Por su parte, en cuanto al objeto de la traba, la hipoteca de máximo puede recaer sobre cualquier clase de finca, siempre que la misma esté inscrita en el Registro de la propiedad, es decir, que tenga categoría de finca registral, ya sea ésta ordinaria o sea finca especial. Ello es obvio puesto que el requisito formal de la inscripción en el Registro de la propiedad es un elemento esencial para constituir la hipoteca.

## Hipoteca en garantía de cuenta corriente de crédito
Se trata de una especialidad de la hipoteca de seguridad o de máximo. Aquí, el contenido que comprende el título se caracteriza por proporcionar al cliente bancario la disponibilidad, en cualquier momento y dentro del plazo pactado, de una suma de dinero hasta el límite convenido, incluso sobrepasando ese límite  pues en definitiva, como dijo Molle, «la esencia de la apertura de crédito es la disponibilidad del dinero».

## Límites
La inscripción constitutiva de la hipoteca de máximo, en garantía de la cuenta corriente de crédito, sólo exige que se determine la cantidad máxima en dinero de que responda la finca, el plazo de duración y las prórrogas pactada para el futuro, en su caso, el domicilio del deudor para notificaciones y requerimientos a efectos de las acciones reales que suscirte la hipoteca, y el precio en que las partes tasan la finca, o las fincas, si son varias, para que sirva de tipo en la subasta.